# 谢海
谢海（1953年10月—），男，山西繁峙人。中华人民共和国官员。

## 生平
1974年3月加入中国共产党。早年担任山西省煤炭地质公司副经理、经理。1999年，升任山西省煤炭运销总公司总经理。2003年，改任阳泉市人民政府市长。2006年，升任中共阳泉市委书记。2009年3月，担任中共临汾市委书记。2012年，谢海转往山西省人大常委会工作，当年3月被任命为山西省人大财政经济委员会副主任委员，2013年被任命为新一届山西省人大常委会农村工作委员会主任。